# 양신이 (배우)
양신이(중국어 간체자: 杨心怡, 병음: Yáng Xīnyí, 한자음: 양심이, 1998년 8월 4일 ~ )는 중국의 배우이다.